# Carlo Ambrogio Mezzabarba
Carlo Ambrogio Mezzabarba (tudi: Carlo Ambrosio Mezzabarba, Carl'Ambroggio Mezzabarba, Carl'Ambrogio Mezzabarba; latinsko Carlus Ambrosius Mediobarbus; slovensko: Karel Ambrož Polbradi) , italijanski duhovnik, škof in aleksandrijski patriarh, * 30. april 1685, Pavia, † 7. december 1741, Lodi.
Bil je nuncij v Kitajskih misijonih. Znan je po Mezzabarbovih dovoljenjih.

## Življenjepis

### Cerkvene službe
Mezzabarba je napravil doktorat utriusque juris na Univerzi v Paviji. 
Deloval je najprej kot papeški tajnik v Rimu. Nato je postal upravnik v Todiju in v Sabini. 1. maja 1718 je bil posvečen za duhovnika, a 18. septembra 1719 ga je imenoval Klemen XI. za naslovnega aleksandrijskega patrijarha. Za škofa ga je posvetil 21. septembra 1719 kardinal-škof Albana, Fabrizio Paolucci; soposvečevalca sta bila nadškofa Giovanni Francesco Nicolai in Pier Luigi Carafa Mlajši.

### VKitajskih misijonih
Benedikt XIII. ga je poslal kot nuncija na Kitajsko, da bi posredoval v težavah, ki so nastale zaradi rimskega vmešavanja v obredni spor v Kitajskih misijonih, ki je bil predvsem spor med različnimi redovnimi družbami in posledično spor glede načina oznanjevanja krščanstva na Kitajskem; zadevo pa je zaostrila enostranska prepoved Valignanovih in Riccijevih prilagoditev kot poganskih. 
Ko je prispel na Kitajsko, ga je cesar Kangši prijazno sprejel. Nekateri so še danes mnenja, da je bil glavni problem prevod latinskih obredov v kitajščino, saj so drugod po tridentinskih določbah uporabljali latinščino. Res je sicer, da so takrat misijonarji uporabljali kot bogoslužni jezik kitajščino; vendar je bila zadeva veliko resnejša in bolj zapletena. 
Ni namreč šlo za preprost prevod latinskih obredov v kitajščino, ampak za prilagoditev katoliških obredov kitajskemu načinu mišljenja. K temu je spadalo izkazovanje časti Konfuciju kot vrhovnemu kitajskemu filozofu, ter izkazovanje spoštovanja do prednikov – kar sta vse po temeljitih pripravah in preučevanju uredila velika jezuitska misijonarja na Kitajskem, po zgledu na podobne prilagoditve v Indiji in na Japonskem. Ko je izbruhnil spor, so ga hoteli iz Rima rešiti z enim mahom - prepovedjo. Ni torej bil problem prevod maše in obredov, ampak  vprašanje, ali niso šle te prilagoditve predaleč - v sprejemanje "poganstva"
Ko je kardinal in nuncij Mezzabarba spoznal, da je papeška bula pripeljala cvetoče krščanstvo na Kitajskem do uničenja, kristjane pa podvrgla hudemu preganjanju, je iz Makava poslal svojih osem dovoljenj. Kot moder dušni pastir je Mezzabarba smatral, da je „zveličanje duš vrhovni zakon“ (Salus animarum summa lex). Zato je v svojih dovoljenjih omilil nekatere ostre papeške določbe v upanju, da bo Rim to razumel in sprejel. To se pa ni zgodilo in 1742 je naslednji papež poslal še ostrejšo bulo, ki je pomagala popolnoma onemogočiti misijonarsko delo na Kitajskem vse do najnovejših časov. 

### ŠkofvLodiju
Očitno je kot papeški odposlanec napravil vse, kar je bilo v njegovi moči in še več od tega, da bi prišlo do zbližanja popolnoma nasprotnih stališč. Vendar je končno spoznal, da njegovo poslanstvo ni uspelo; kljub velikim upom, ki so ga polagali vanj zlasti misijonarji v Kitajskih misijonih. 
Ko je postalo to jasno vsem skupaj, je zaprosil cesarja, naj mu dovoli oditi, ker so pogajanja zašla v slepo ulico. Med sedemmesečnim postankom v Macau je objavil tako imenovanih "osem dovoljenj", ki so se nanašala na obredna vprašanja. 
Decembra 1721 je odplul v Evropo in s seboj odnesel truplo svojega predhodnika Tournona, ki je umrl v makavški ječi 1710. V Rim je prispel šele aprila 1723.

## Smrt in spomin
Karel je umrl 7. decembra 1741 v Lodiju in je pokopan v Stolnici Marijinega vnebovzetja v Lodiju

### Poimenovanja
Po njem se imenuje ulica v mestu Lodi. 